# Hidetaka Suehiro
 (février 2018).
Si vous disposez d'ouvrages ou d'articles de référence ou si vous connaissez des sites web de qualité traitant du thème abordé ici, merci de compléter l'article en donnant les références utiles à sa vérifiabilité et en les liant à la section « Notes et références ».
Hidetaka Suehiro (末弘 秀孝, Suehiro Hidetaka), également connu sous les pseudonymes de SWERY et Swery65, est un créateur de jeux vidéo ayant travaillé pour la société Access Games depuis la création du studio en 2002, étant l'un des membres fondateurs.
Le 31 octobre 2016, Suehiro annonce son départ de la compagnie. Le 1er novembre 2016, il fonde son nouveau studio, White Owls Inc. 

## Ludographie
- 1997 : The Last Blade, scénariste
- 1998 : The Last Blade 2, scénariste
- 1999 : Tombi! 2, game designer
- 2001 : Extermination, scénariste et planificateur
- 2003 : Spy Fiction, réalisateur et scénariste
- 2009 : Kidō Senshi Gundam: Senjō no Kizuna Portable, réalisateur
- 2010 : Deadly Premonition, réalisateur
- 2010 : Lord of Arcana, game designer et co-scénariste
- 2012 : Lord of Apocalypse, game designer et co-scénariste
- 2014 : D4: Dark Dreams Don't Die, réalisateur et scénariste
- 2018 : The Missing: J.J. Macfield and the Island of Memories, réalisateur et scénariste
- 2018 : Deadly Premonition Origins : remaster Nintendo Switch de Deadly Premonition, réalisateur
- 2020 : Deadly Premonition 2: A Blessing in Disguise, réalisateur et scénariste
- 2021 : The Good Life, réalisateur et scénariste
- 2024 : Death Game Hotel, jeu en réalité virtuelle sous Meta Quest, réalisateur
- 2025 : Hotel Barcelona, réalisateur d'après une idée originale de Suda51

## Autre
- 2015 : Dear Ambivalence: The Mustachioed One, the Witches, and the Suspended Body[2] : roman